# أل كليمنس
أل كليمنس (بالإنجليزية: Al Clemens)‏ هو لاعب كرة قدم أمريكية أمريكي، ولد في 1 نوفمبر 1898 في سكوتسبورو في الولايات المتحدة، وتوفي في 19 مايو 1993.